# Liga Leumit 1989-1990 (pallacanestro)
La Liga Leumit 1989-1990 è stata la 36ª edizione del massimo campionato israeliano di pallacanestro maschile. La vittoria finale è stata ad appannaggio del Maccabi Tel Aviv.

## Regular season
|  |     | Squadra               | G  | V  | P  | PF   | PS   | PF/PS | Pt | Qualificazione            |
|  | --- | --------------------- | -- | -- | -- | ---- | ---- | ----- | -- | ------------------------- |
|  | 1.  | Maccabi Tel Aviv      | 20 | 18 | 2  | 1907 | 1611 | +296  | 38 | playoffs                  |
|  | 2.  | Hapoel Galil Elyon    | 20 | 12 | 8  | 1776 | 1656 | +120  | 32 | playoffs                  |
|  | 3.  | Maccabi Ramat Gan     | 20 | 12 | 8  | 1845 | 1765 | +80   | 32 | playoffs                  |
|  | 4.  | Hapoel Gerusalemme    | 20 | 11 | 9  | 1651 | 1747 | -96   | 31 | playoffs                  |
|  | 5.  | Hapoel Haifa          | 20 | 11 | 9  | 1739 | 1767 | -28   | 31 |                           |
|  | 6.  | Hapoel Tel Aviv       | 20 | 10 | 10 | 1656 | 1630 | +26   | 30 |                           |
|  | 7.  | Hapoel Holon          | 20 | 9  | 11 | 1810 | 1806 | +4    | 29 |                           |
|  | 8.  | Maccabi Haifa         | 20 | 9  | 11 | 1749 | 1787 | -38   | 29 |                           |
|  | 9.  | Maccabi Rishon LeZion | 20 | 7  | 13 | 1695 | 1755 | -60   | 27 |                           |
|  | 10. | Ramat HaSharon        | 20 | 7  | 13 | 1686 | 1836 | -150  | 27 |                           |
|  | 11. | Maccabi K. Motzkin    | 20 | 4  | 16 | 1657 | 1811 | -154  | 24 | retrocesso in Liga Artzit |

## Playoffs
|  | Semifinali       | Semifinali       | Semifinali       | Semifinali | Semifinali | Semifinali | Semifinali |  |  | Finale           | Finale           | Finale           | Finale           | Finale | Finale | Finale |  |
|  |                  |                  |                  |            |            |            |            |  |  |                  |                  |                  |                  |        |        |        |  |
|  | Maccabi Tel Aviv | Maccabi Tel Aviv | Maccabi Tel Aviv | 76         | 79         | 65         | 87         |  |  |                  |                  |                  |                  |        |        |        |  |
|  | H. Gerusalemme   | H. Gerusalemme   | H. Gerusalemme   | 75         | 74         | 78         | 71         |  |  | Maccabi Tel Aviv | Maccabi Tel Aviv | Maccabi Tel Aviv | Maccabi Tel Aviv | 111    | 85     | 96     |  |
|  | Hap. Galil Elyon | Hap. Galil Elyon | 86               | 63         | 85         | 82         | 99         |  |  | Hap. Galil Elyon | Hap. Galil Elyon | Hap. Galil Elyon | Hap. Galil Elyon | 99     | 62     | 85     |  |
|  | Mac. Ramat Gan   | Mac. Ramat Gan   | 81               | 61         | 95         | 91         | 77         |  |  |                  |                  |                  |                  |        |        |        |  |

## Squadra vincitrice
|    | Naz.                                        | Ruolo | Sportivo       | Anno | Alt. |  |  |
| -- | ------------------------------------------- | ----- | -------------- | ---- | ---- |  |  |
| 4  | Israele (bandiera)                          |       | Hillel Cohen   |      | 198  |  |  |
| 5  | Israele (bandiera)                          | A     | Motti Daniel   | 1963 | 198  |  |  |
| 6  | Stati Uniti (bandiera) · Israele (bandiera) | PG    | Eliezer Gordon | 1965 | 188  |  |  |
| 7  | Israele (bandiera)                          | PG    | Chen Lippin    | 1965 | 184  |  |  |
| 8  | Stati Uniti (bandiera) · Israele (bandiera) | C     | LaVon Mercer   | 1958 | 208  |  |  |
| 9  | Israele (bandiera)                          | P     | Gilad Katz     | 1968 | 190  |  |  |
| 10 | Stati Uniti (bandiera) · Israele (bandiera) | G     | Willie Sims    | 1958 | 193  |  |  |
| 11 | Israele (bandiera)                          | C     | Dror Bardichev | 1967 | 208  |  |  |
| 12 | Israele (bandiera)                          | G     | Doron Jamchi   | 1961 | 198  |  |  |
| 13 | Stati Uniti (bandiera)                      | AG    | Kevin Magee    | 1959 | 203  |  |  |
| 14 | Stati Uniti (bandiera)                      | AC    | Ken Barlow     | 1964 | 208  |  |  |
| 15 | Israele (bandiera)                          | C     | Itzhak Cohen   | 1968 | 204  |  |  |
| 16 | Israele (bandiera)                          | A     | Eran Bergstein | 1968 | 200  |  |  |
|    | Israele (bandiera)                          | ALL   | Zvika Sherf    |      |      |  |  |